# Mexikanische Romanze
Mexikanische Romanze ist ein Filmdrama aus dem Jahr 1947 von Emilio Fernández mit Pedro Armendáriz in der Hauptrolle. Der Film ist eine US-amerikanisch-mexikanische Zusammenarbeit, dessen Drehbuch auf dem Roman Die Perle von John Steinbeck basiert.

## Handlung
Weil stürmisches Wetter sie sieben Tage in Folge daran hinderte, im Meer zu fischen, sind die Bewohner eines westmexikanischen Küstendorfes ängstlich und hungrig geworden. Nachdem der Perlentaucher Quino und seine Frau Juana die letzten Bohnen gegessen haben, wird ihr Baby Juanita von einem Skorpion gestochen. Das Paar bringt das Kind zum nächsten Arzt, aber dieser weigert sich, sie zu behandeln, weil sie kein Geld haben. Trotz der fehlenden medizinischen Versorgung überlebt Juanita das Gift des Skorpions und Quino und Juana können endlich mit ihrem Boot aufs Meer hinausfahren. Als Quino unter Wasser versehentlich sein Messer fallen lässt, entdeckt er ein tiefes Bett unberührter Austern. Er ist entschlossen, eine besonders große, alte Auster zu erbeuten und riskiert sein Leben, indem er ins tiefe Wasser taucht. Seine Bemühungen werden belohnt, als die Auster eine riesige, perfekt runde Perle hervorbringt.
Die Nachricht von Quinos Glück verbreitet sich schnell im Dorf und das Paar wird von seinen Nachbarn mit Ehrfurcht und Respekt behandelt. Als er nach seinen Plänen für die Perle gefragt wird, antwortet Quino, dass er sich ein Gewehr, seiner ergebenen Frau Kleidung und Juanita eine gute Ausbildung kaufen wird. In dieser Nacht wird ein Fest zu Ehren von Quinos Perle abgehalten und das Paar wird vom Dorfarzt angesprochen, der nun darauf besteht, Juanita zu behandeln. Nachdem Quino die Behandlung des gierigen Arztes zurückweist, wird er gewarnt, dass Gachupin und Sapo, zwei Männer, die sich bei dem Paar eingeschmeichelt haben, die Perle stehlen wollen. Später trinkt und streitet sich Quino in einer Taverne mit seinen neuen „Freunden“, die eine Bardame dafür bezahlen, den Fischer abzulenken, während sie seinen Beutel stehlen. Als Gachupin und Sapo feststellen, dass der Beutel leer ist, versuchen sie Quino zu bedrohen, damit er den Verbleib der Perle preisgibt. Quino führt sie lange genug in die Irre, um den beiden zu entkommen und nach Hause zurückzukehren und ist erleichtert, als er erfährt, dass die weise Juana die Perle selbst genommen hat.
Am nächsten Tag gehen Quino und Juana los, um die Perle an den örtlichen Perlenhändler zu verkaufen. Obwohl sie nicht wissen, dass es der skrupellose Geschäftsmann war, der Gachupin und Sapo befohlen hat, die Perle zu stehlen, zögern Quino und Juana, ihm zu vertrauen, als er 900 Pesos für die Perle bietet. Als alle Perlenkäufer so tun, als sei die Perle nahezu wertlos, machen sich Quino und Juana auf den Heimweg. In dieser Nacht wehrt Quino einen Angreifer ab, und sein vertrauter Nachbar, Juanitas Patenonkel, rät ihm, das Dorf für immer zu verlassen. Bestürzt bittet Juana ihren Mann, die Perle zu zerstören, da sie glaubt, dass sie ihnen Tod und Einsamkeit bringen wird. Quino besteht jedoch darauf, dass die Perle Juanita eine bessere Zukunft verschaffen wird. Nachdem er in der Nacht eingeschlafen ist, versucht Juana, die Perle ins Meer zu werfen, aber Quino wacht rechtzeitig auf, um sie davon abzuhalten. Gachupin und Sapo greifen Quino am Strand an und er ist gezwungen, sie beide zu töten. In ihrer Verzweiflung beschließen Quino und Juana, das Dorf mit Juanita zu verlassen, aber ihr kleines Boot kentert schnell im immer noch rauen Wasser. Das Paar rettet sich mit dem Baby in einen Sumpf und wird sowohl vom Perlenhändler als auch vom Arzt verfolgt. Der Händler erschießt den Arzt, gerade als dieser Quino erschießen will, kann den Fischer jedoch nicht einholen. Nachdem das Paar aus dem Sumpf entkommen ist, sehen sie, wie der Händler und seine Männer in eine Richtung gehen und fliehen in die entgegengesetzte Richtung.
In der Nacht entdeckt eine erschöpfte Juana, dass ihre aufgeschnittenen nackten Füße eine Blutspur hinterlassen, und fleht Quino an, ohne sie weiterzugehen. Der Fischer weigert sich, seine Frau im Stich zu lassen und fertigt ein einfaches Paar Schuhe für sie an. Schließlich erreicht die Familie die Hütte eines Schafhirten, der ihnen Wasser gibt und später vom Perlenhändler für seine Freundlichkeit getötet wird. Die verzweifelte Flucht der Familie endet, als sie auf einer Klippe in die Enge getrieben wird. Der Händler nutzt seine Chance, eröffnet das Feuer auf das Paar und trifft Juanita. Wütend tötet Quino den Mörder seines Kindes. Das nun kinderlose Paar wankt ins Dorf zurück und macht sich auf den Weg zum Meer. Nachdem Quino die Perle zurück ins Meer geworfen hat, halten er und Juana sich an den Händen.

## Hintergrund
Es wurden zwei Versionen des Films gedreht, eine auf Englisch und eine auf Spanisch. Der Film war der erste in Mexiko produzierte englischsprachige Film, der in den USA vertrieben wurde. Einer modernen Quelle zufolge übernahm RKO Pictures 50 Prozent der Finanzierung des Films.
Pressemeldungen zufolge wurden Anfang 1946 drei Monate lang Dreharbeiten außerhalb von Mexiko-Stadt durchgeführt, einige davon in der Küstenregion von Guerrero. Weitere Szenen wurden in den Churubusco-Studios in der mexikanischen Hauptstadt gedreht, andere entstanden auf der RKO-Ranch in Encino und in den Universal-Studios in Universal City. Die Unterwasserszenen beim Perlentauchen wurden Ende Mai 1946 in einem Tank in den RKO-Studios gedreht.
Einer Nachrichtenmeldung zufolge reiste Steinbeck im August 1946 nach Mexiko, um „die letzte persönliche Aufsicht über seinen Film“ zu übernehmen. In einem Presseartikel vom Januar 1947 wurde behauptet, Steinbeck habe die Fertigstellung des Films verzögert, weil er Manuel Esperón, der im Abspann des Films nicht genannt wird, gebeten habe, die Filmmusik umzuschreiben, um mehr „indianische Elemente in die Musik“ aufzunehmen. In welchem Ausmaß Esperón am fertigen Film beteiligt war, ist nicht bekannt. Im August 1946 wurde berichtet, Produzent José Noriega habe „vor Kurzem“ den Film fertiggestellt. Noriega wird jedoch in keiner anderen Quelle erwähnt und sein Beitrag zum fertigen Film wurde nicht bestätigt.
Einige moderne Quellen geben den Beginn der Produktion als Mitte Oktober 1945 an. Es wurde berichtet, dass das endgültige Budget für beide Versionen nur 400.000 Dollar (2024: ca. 5,6 Millionen Dollar) betrug, da der größte Teil des Films in Mexiko gedreht wurde.
Richard Anderson gab sein Filmdebüt.

## Veröffentlichung
Die Premiere der spanischen Version des Films fand am 12. September 1947 in Mexiko statt. Die englische Version wurde am 17. Februar 1948 in New York uraufgeführt. In Österreich kam er am 7. Juli 1950 in die Kinos, in der Bundesrepublik Deutschland am 12. August 1950. In der ehemaligen DDR wurde er erstmals am 26. Mai 1964 unter dem Titel Die Perle gezeigt.

## Kritiken
Der Filmkritiken-Aggregator Rotten Tomatoes hat in einer Auswertung von 31 Kritiken eine Zustimmungsrate von 90 Prozent errechnet. Das Publikumsergebnis hat sich bei 83 Prozent positiver Bewertungen eingependelt.
Die zeitgenössische Kritik fiel zum größten Teil positiv aus. So fand Moira Walsh im America Magazine Steinbecks Roman liebevoll gefilmt. Richard L. Coe beschrieb den Film in der The Washington Post außergewöhnlich und lohnenswert, ein Film von bewegender Schlichtheit. Red Kann hob im Motion Picture Herald Pedro Armendáriz hervor, der dramatische Männlichkeit und Tiefe demonstriere. Im The Philadelphia Inquirer beschrieb Mildred Martin den Film als herausragende, eindringliche, visuell hervorragende Bearbeitung des Romans. William Brogdon lobte in der Variety Kameramann Gabriel Figueroa, der eine herausragende fotografische Arbeit geleistet habe. Er verwöhne das Auge mit weiten Ausblicken, faszinierendem Einsatz von Licht und Schatten und fließenden Szenen. Bosley Crowther von der The New York Times sah einen außergewöhnlichen Film, sowohl inhaltlich als auch in der Entstehung, eine schöne und verstörende Verfilmung von Steinbecks Roman. Außergewöhnlich sei sein Inhalt durch die Geschichte primitiver Macht, die mit makelloser Integrität durch eine eloquente Kamera erzählt werde. Der Film sei eine strenge, bittere, brutale und fatalistische Adaption eines tragischen Volksmärchens, düster in seinen letzten Schlussfolgerungen über die Versklavung des unterprivilegierten Menschen. Und obwohl er bildlich und dramatisch für den ästhetischen Sinn sehr lohnend sei, hinterlasse er wahrscheinlich den Zuschauer emotional erschöpft und deprimiert.
Das Lexikon des internationalen Films schrieb: „In der Darstellung der Indios und ihrer Lebensweise nicht immer glaubhaft, überzeugt der Film durch die einfache und folgerichtige Erzählweise, die an den Aufbau klassischer Tragödien erinnert.“

## Auszeichnungen
Bei den Internationalen Filmfestspielen von Venedig 1947 gewannen Emilio Fernández und Gabriel Figueroa den International Award für den besten Film bzw. die beste Kamera. Fernández war zusätzlich für den Grand International Award nominiert.
1948 wurde der Film in zehn Kategorien für den mexikanischen Filmpreis Premio Ariel nominiert. Gewonnen wurde er in den Kategorien Bester Film, Beste Regie, Bester Darsteller (Pedro Armendáriz), Bester Nebendarsteller (Juan García) und Beste Kamera. Nominiert war er in den Kategorien Beste Darstellerin (María Elena Marqués), Bester Nebendarsteller (Gilberto González), Bestes Drehbuch, Bester Schnitt und Beste Musik.
1949 erhielt Gabriel Figueroa den Golden Globe Award für die beste Kamera.
2002 wurde der Film in die National Film Registry aufgenommen.